# وي برايان
وي برايان هي سيدة أعمال صينية، ولدت في 1963 في ووهان في الصين.

## وصلات خارجية
- الموقع الرسمي